# Omnibonus Leonicenus
Omnibonus Leonicenus est un grammairien et philologue italien (dont le véritable nom était Ognibene), né à Lonigo en 1420, mort vers 1500. 
On sait seulement de lui qu’il professait les belles-lettres à Venise. 

## Œuvres
Ses principaux ouvrages sont : Liber de octo partibus orationis (Venise, 1743, in-4°) ; Grammatices rudimenta (Vicence, 1506); des commentaires sur Lucain, Cicéron, Valère-Maxime, Saluste; des éditions de Cicéron et de Quintilien; des traductions latines des fables d’Ésope, du livre de saint Athanase Contre les gentils et les hérétiques, et du traité de Xénophon De Venatione.

## Source
« Omnibonus Leonicenus », dans Pierre Larousse, Grand dictionnaire universel du XIXe siècle, Paris, Administration du grand dictionnaire universel, 15 vol., 1863-1890 [détail des éditions].